# Invitation til mord
Invitation til mord (en: A Murder is Announced) er en Agatha Christie krimi fra 1950. Den foregår i den fiktive landsby Chipping Cleghorn, hvortil Miss Marple tilkaldes af sin gode bekendt, Sir Henry Clithering for at opklare et drab.

## Plot
Indbyggerne i Chipping Cleghorn formoder, at det mord, der er annonceret i lokalavisen, er en del af en selskabsleg; men da de møder frem for at deltage i legen, bliver der begået et rigtigt mord. Det er vanskeligt at finde et motiv til drabet, men Miss Marple får vigtige oplysninger ved at småsludre med de involverede. Det kræver dog en særlig indsats at finde beviser, så Miss Marple må arrangere et lille skuespil for at hjælpe politiet med at pågribe den skyldige. 

## Anmeldelser
Anmelderne betegnede denne roman som af de bedste Miss Marple fortællinger, selv om arrestationen af den skyldige er ret melodramatisk . 

## Danske udgaver
- Carit Andersen (De trestjernede kriminalromaner) 1951
- Forum (Agatha Christie, 22) 1963; 1971

## Bearbejdning
Bogens handling er bearbejdet for TV i serien med Geraldine MCEwan i hovedrollen i en episode fra 2005. I en anden væsentlig rolle ses Zoë Wannamaker, som også er medvirkende i serien Agatha Christie's Poirot med David Suchet i hovedrollen. Her spiller hun Ariadne Oliver.